# Galium flavescens
Galium flavescens là một loài thực vật có hoa trong họ Thiến thảo. Loài này được Borbás ex Simonk. mô tả khoa học đầu tiên năm 1884.